# 詩とメルヘン
『詩とメルヘン』（しとメルヘン）は、1973年5月に創刊され、2003年8月に休刊した文芸誌。発行はサンリオ、編集長はやなせたかしで、通算で385号まで刊行された。

## 概要
山梨シルクセンター（1973年にサンリオに社名変更）から1966年に出版されたやなせたかしの詩集『愛する歌』の成功を受けて、かねてより自分の雑誌をもつことに憧れていたやなせが社長の辻信太郎に話を持ちかけたところ快諾、創刊の運びとなった。
当初は季刊誌『季刊 詩とメルヘン』として1973年5月に創刊されたが、3号より隔月刊となり、7号からは月刊化し『月刊 詩とメルヘン』となった。
「読者層は十才から九十才ぐらいまで」を対象とし、一般の読者が投稿した作品に、プロのイラストレーターが絵をつけるという読者参加型の編集を特徴とした。1976年から「詩とメルヘン賞」が創設され、1981年からは「イラストコンクール」が開催された。
2003年に休刊したが、後継誌『詩とファンタジー』が2007年よりかまくら春秋社から刊行された。
高知県香美市の「香美市立やなせたかし記念館」には「詩とメルヘン」の表紙原画他を収蔵した施設である「詩とメルヘン絵本館」がある。

## 各種賞
詩とメルヘン賞は1975年に創設され1993年度まで続き、以降は編集長からの奨励賞・特別賞という形となった。『詩とメルヘン』385号に掲載された「詩とメルヘン賞・サンリオ美術賞受賞者一覧」によれば受賞者は以下の通り。

### 詩とメルヘン賞
- 第1回（1975年） - きのゆり
- 第2回（1976年） - 西尾君子
- 第3回（1977年） - ゆきやなぎれい
- 第4回（1978年） - 東君平
- 第5回（1979年） - 安浪雄嗣
- 第6回（1980年） - 水原エリ（エリ）
- 第7回（1981年） - 川滝かおり（小手鞠るい）
- 第8回（1982年） - むろふしチコ
- 第9回（1983年） - 立川しほり
- 第10回（1984年） - 川添エイコ
- 第11回（1985年） - まっしろ（内城文恵）
- 第12回（1986年） - 青木景子（早坂類）
- 第13回（1987年） - すやまたけし
- 第14回（1988年） - 村上ゑなよ
- 第15回（1989年） - 垣内磯子
- 第16回（1990年） - 詩村あかね
- 第17回（1991年） - 浦川堤
- 第18回（1992年） - 金色冬生
- 第19回（1993年） - 折原由津季
- 「詩とメルヘン」奨励賞（1994年） - 山口夏乃
- 「詩とメルヘン」奨励賞（1995年） - うにまる（林木林）
- やなせ・たかし賞（1996年） - 水宮栞、天野みちる
- やなせ・たかし賞（1997年） - こやまはつみ、三木裕
- 「詩とメルヘン」特別賞（1998年） - たか・みち
- 「詩とメルヘン」特別賞（1999年） - 大柳喜美枝、おびきみつこ
- 「詩とメルヘン」特別賞（2000年） - 宮地由美
- 「詩とメルヘン」特別賞（2001年） - 敦子、MITUGU
- 「詩とメルヘン」特別賞（2002年） - ひびきゆう、夏野優、たけだあきこ

### サンリオ美術賞
サンリオ美術賞は1975年に創設され、第18回まで続いた。
- 第1回 - 味戸ケイコ
- 第2回 - 牧村慶子
- 第3回 - 葉祥明
- 第4回 - 林静一
- 第5回 - 牧野鈴子
- 第6回 - 東逸子
- 第7回 - 永田萌
- 第8回 - 渡辺藤一
- 第9回 - 黒井健
- 第10回 - 松永禎郎
- 第11回 - きたのじゅんこ
- 第12回 - おおた慶文
- 第13回 - 北見隆
- 第14回 - 東君平
- 第15回 - 宇野亜喜良
- 第16回 - やなせたかし
- 第17回 - いもとようこ
- 第18回 - エムナマエ

### イラストコンクール
歴代の受賞者は以下の通り。
- 第1回（1981年） - 最優秀賞：おおた慶文 佳作賞：内木尚子、鳥海令子、中山庸子、早川司寿乃、宝永たか子
- 第2回（1982年） - 最優秀賞：ネ・コワフェ 特別賞：田崎トシ子 佳作賞：小倉麻里子、きたのじゅんこ、小谷智子、橋本律子
- 第3回（1983年） - 最優秀賞：田丸羚 佳作賞：高田美苗、西尾信一、広田未宇、深沢真由美、藤原比南子
- 第4回（1984年） - 最優秀賞：安藤洋美 佳作賞：安藤香子、井頭弘美、池永久美子、田辺茂、中尾和彦
- 第5回（1985年） - 最優秀賞：羽多野典子 佳作賞：こみねゆら、田沢春美、服部由一、藤田直美、ふりやかよこ
- 第6回（1986年） - 優秀賞：田口智子、はせがわゆうじ 佳作賞：かんまけいこ、北岡正明、増谷卓巳、山崎のぶこ
- 第7回（1987年） - 最優秀賞：鈴木一朗 佳作賞：あつこ・ｎ、河野えいえ、長嶋千枝里、畑典子、やまじえびね
- 第8回（1988年） - 最優秀賞：中田真澄 佳作賞：青樹達彦、今井絵梨、小林高子、高石初美、山内佳
- 第9回（1989年） - 最優秀賞：浅野勝美 佳作賞：栂瀬敦子、遠藤あんり、小関優賀子、樹川香澄、北見葉子、徳永朱星
- 第10回（1990年） - 最優秀賞：安江恵美 特別賞：浅野桂子 佳作賞：榎本晴美、永倉万里江、まつしたまこ、松永潤二 やなせ賞：松永潤二
- 第11回（1991年） - 最優秀賞：山添みよ 佳作賞：今西恵利子、小川恵璃、さいとうひろこ、椿孔明、西田紀子 やなせ賞：たけこしゆうこ
- 第12回（1992年） - 佳作賞：いしだひさこ、小川謙二、奥田みき、藤江真紀子、堀江祐理子、目黒直子 やなせ賞：大竹直美
- 第13回（1993年） - 最優秀賞：内藤靖子 佳作賞：磯貝裕美、江邨結花、黒田明美、武田久美子、眞部ルミ やなせ賞：眞部ルミ
- 第14回（1994年） - 優秀賞：大西秀美 佳作賞：雨宮尚子、大浜かこ、小松ぼっくり、沢田あきこ、ようふゆか やなせ賞：岡嶋友紀
- 第15回（1995年） - 最優秀賞：三宅洋一 佳作賞：梅川紀美子、小口郁子、たなかゆうこ、樋口裕子、わたなべ晳子 やなせ賞：浅野路恵
- 第16回（1996年） - 最優秀賞：朝倉知子 特別賞：開楽智治 佳作賞：石橋紀子、斉藤きよみ、スミカワナオミ、藤川智子、野寺由実子
- 第17回（1997年） - 最優秀賞：天井喜多 佳作賞：岩崎千夏、春日井一郎、北沢優子、田中愛子、早川靖子
- 第18回（1998年） - 最優秀賞：藤田夏代子 佳作賞：畠山晶、深野天、藤川みちえ、松岡賢、渡部宗子 やなせ賞：後藤貴志
- 第19回（1999年） - 最優秀賞：三浦由 佳作賞：桑原久道子、さいとうじゅん、染野千鶴、高橋賢成、なみきたけあき やなせ賞：赤坂悦子、藤本旬
- 第20回（2000年） - 最優秀賞：金井千絵 20回記念特別賞：蓮田千尋 佳作賞：本田浩二、待井健一、渋谷隆、中村豪志 やなせ賞：美苗
- 第21回（2001年） - 最優秀賞：万葉睦月 佳作賞：安椅子、甘夏幸枝、金沢まりこ、佐野近子、村田和俊 やなせ賞：米納睦子
- 第22回（2002年） - 最優秀賞：林佳奈子 佳作賞：伊藤久美子、小山奈緒、遠河瑞基、松本忠、ヤマグチマリコ やなせ賞：吉田恵子
- 第23回（2003年）[16] - 最優秀賞：北野美子 佳作賞：あわたえりこ、あんね・さんじゃがーな、石井麻由美、くぼた啓、弥雲智 やなせ賞：上岡ひとみ[注釈 1]

## いちごえほん
『月刊いちごえほん』は1975年1月に『月刊詩とメルヘン』のジュニア版として創刊された月刊誌。責任編集はやなせたかし。読者対象を子ども中心としたのは、『詩とメルヘン』の誌面において大人の占める割合が多くなったことと、子供の詩の投稿が増えたことが背景にあった。1982年6月号に次号で休刊するとのお知らせが出され、7月の「さよならおわかれ号」を最後に休刊した。